# Vijay Singh
Vijay Singh (* 22. Februar 1963 in Lautoka, Fidschi) ist ein Profigolfer der nordamerikanischen PGA TOUR und spielt seit 2013 auch auf der Champions Tour.
Er ist mit einer malaysischen Frau verheiratet und hat einen Sohn. Sein Name Vijay ist Hindi und bedeutet „Sieg“, während Singh „Löwe“ heißt.

## Karriere
Singh spielte einige Zeit lang auf der Asian Tour. Aufgrund zweifelhafter Anschuldigungen, bezüglich einer angeblich von ihm nachträglich abgeänderten Scorekarte, wurde er für einige Zeit gesperrt. Bis heute beteuert er, die Scorekarte nicht geändert zu haben. 1988 wurde er Mitglied der European Tour, auf der er bis heute 12 Titel gewinnen konnte.
1993 wurde Singh Mitglied auf der PGA TOUR und wurde im selben Jahr zum „Rookie of the Year“ gewählt.
Anfangs war er zwar einigermaßen erfolgreich, seinen großen Durchbruch hatte er aber erst im Jahr 1998, als er mit der PGA Championship sein erstes Major gewinnen konnte. 2000 holte sich Singh sein zweites Major, das US Masters. Im Jahre 2003 konnte er vier Turniere für sich entscheiden. In jenem Jahr führte er erstmals die amerikanische Geldrangliste an. Seine beste Saison hatte Vijay Singh im Jahr 2004, als er neun Turniere, darunter erneut die PGA Championship, siegreich beenden konnte.
2004 gewann er – als erster Profigolfer überhaupt – fast 11 Millionen Dollar an Preisgeld. Er führte erneut die Geldrangliste an, wurde „Player of the Year“ und entthronte Tiger Woods bei der Deutsche Bank Players Championship of Europe als besten Spieler der Welt. Seine Saison 2004 gilt als eine der erfolgreichsten überhaupt.
2013 gab er die Anwendung eines Sprays mit dem Wachstumshormon IGF-1 zu. Die PGA stellte die Doping-Ermittlungen ein, nachdem die WADA mitteilte, dass das Spray wegen der geringen Mengen nicht mehr verboten sei.

## Auszeichnungen
- 2001 Honorary Life Membership of The European Tour
- 2004 PGA of America Player of the Year Award
- 2006 World Golf Hall of Fame

## Ergebnisse bei Major Championships
| The Masters           | DNP  | DNP  | DNP  | DNP  | DNP  | T27  | CUT  | T39  | T17  | CUT  | T24  | 1    | T18  | 7    | T6   |  |  |  |
| US Open               | DNP  | DNP  | DNP  | DNP  | CUT  | DNP  | T10  | T7   | T77  | T25  | T3   | T8   | T7   | T30  | T20  |  |  |  |
| The Open Championship | 23   | T12  | T12  | T51  | T59  | T20  | T6   | T11  | T38  | T19  | CUT  | T11  | T13  | CUT  | T2   |  |  |  |
| PGA Championship      | DNP  | DNP  | DNP  | T48  | 4    | CUT  | CUT  | T5   | T13  | 1    | T49  | CUT  | T51  | 8    | T34  |  |  |  |
| Turnier               | 2004 | 2005 | 2006 | 2007 | 2008 | 2009 | 2010 | 2011 | 2012 | 2013 | 2014 | 2015 | 2016 | 2017 | 2018 |  |  |  |
| The Masters           | T6   | T5   | T8   | T13  | T14  | T30  | CUT  | CUT  | T27  | T38  | T37  | 54   | CUT  | CUT  | 49   |  |  |  |
| US Open               | T28  | T6   | T21  | T20  | T65  | T27  | T40  | DNP  | CUT  | DNP  | DNP  | DNP  | DNP  | DNP  | DNP  |  |  |  |
| The Open Championship | T20  | T5   | CUT  | T27  | CUT  | T38  | T37  | DNP  | T9   | CUT  | DNP  | DNP  | CUT  | DNP  | DNP  |  |  |  |
| PGA Championship      | 1    | T10  | CUT  | CUT  | CUT  | T16  | T39  | CUT  | T36  | T68  | T36  | T37  | CUT  | T66  | 78   |  |  |  |
| Turnier               | 2019 | 2020 | 2021 | 2022 | 2023 | 2024 |      |      |      |      |      |      |      |      |      |  |  |  |
| The Masters           | CUT  | WD   | CUT  | CUT  | CUT  | T58  |      |      |      |      |      |      |      |      |      |  |  |  |
| PGA Championship      | DNP  | DNP  | DNP  | DNP  | DNP  | DNP  |      |      |      |      |      |      |      |      |      |  |  |  |
| US Open               | DNP  | DNP  | DNP  | DNP  | DNP  | DNP  |      |      |      |      |      |      |      |      |      |  |  |  |
| The Open Championship | DNP  | KT   | DNP  | DNP  | DNP  | DNP  |      |      |      |      |      |      |      |      |      |  |  |  |

LA = Low Amateur

DNP = nicht angetreten

WD = zurückgezogen

CUT = am Cut gescheitert

„T“ = geteilter Rang

KT = Kein Turnier (Ausfall wegen Covid-19)

Grün für ersten Platz, gelb für Top-Ten-Platzierung

Violett = „Tiger Slam“ (Tiger Woods hielt gleichzeitig die Titel aller vier Major-Turniere)

## Turniersiege
Major Championship Siege sind fett markiert:
- 1984: Malaysian PGA Championship
- 1988: Nigerian Open, Swedish PGA
- 1989: Nigerian Open, Ivory Coast Open, Zimbabwe Open, Volvo Open di Firenze
- 1990: El Bosque Open
- 1991: King Hassan Trophy
- 1992: Turespana Masters, Malaysian Open, Volvo German Open
- 1993: Buick Classic, Bells Cup
- 1994: Scandinavian Masters, Trophee Lancome
- 1995: Buick Classic, Phoenix Open, Passport Open
- 1997: Memorial Tournament, Buick Open, South African Open, World Match Play Championship
- 1998: PGA Championship, The INTERNATIONAL
- 1999: Honda Classic
- 2000: The Masters, Taiwan Open
- 2001: Malaysian Open, Singapore Masters
- 2002: Shell Houston Open, Tour Championship
- 2003: Phoenix Open, EDS Byron Nelson Championship, John Deere Classic, Funai Classic, Canadian Skins Game
- 2004: AT&T Pebble Beach National Pro-Am, Shell Houston Open, HP Classic of New Orleans, Buick Open, PGA Championship, Deutsche Bank Championship, Bell Canadian Open, 84 LUMBER Classic, Chrysler Championship, Father/Son Challenge (mit Sohn Qass)
- 2005: Sony Open, Shell Houston Open, Wachovia Championship, Buick Open
- 2006: Barclays Classic
- 2007: Mercedes-Benz Championship, Arnold Palmer Invitational, Kolon-Hana Bank Korea Open (Asian Tour)
- 2008: WGC-Bridgestone Invitational, The Barclays, Deutsche Bank Championship

## Teilnahmen an Teamwettbewerben
- Presidents Cup (für das Internationale Team): 1994, 1996, 1998 (Sieger), 2000, 2003 (remis), 2005, 2007, 2009
- WGC-World Cup (für Fidschi): 2002